# Tennis ai Giochi della V Olimpiade - Doppio misto outdoor
Il torneo di doppio misto outdoor alla V Olimpiade fu uno degli eventi di tennis che si disputarono alle Olimpiadi di Stoccolma del 1912

## Podio
| 1° Dorothea Köring e Heinrich Schomburgk (GER) |
| 2° Sigrid Fick e Gunnar Setterwall (SWE)       |
| 3° Marguerite Broquedis e Albert Canet (FRA)   |

## Risultati
|  | Ottavi di finale       | Ottavi di finale       | Ottavi di finale       | Ottavi di finale       | Ottavi di finale       | Ottavi di finale       | Ottavi di finale |  |  | Quarti di finale        | Quarti di finale        | Quarti di finale        | Quarti di finale        | Quarti di finale        | Quarti di finale        | Quarti di finale      |   |   | Semifinali            | Semifinali            | Semifinali            | Semifinali            | Semifinali            | Semifinali          | Semifinali          |   |   | Finale              | Finale              | Finale              | Finale              | Finale              | Finale              | Finale          |  |
|  |                        |                        |                        |                        |                        |                        |                  |  |  |                         |                         |                         |                         |                         |                         |                       |   |   |                       |                       |                       |                       |                       |                     |                     |   |   |                     |                     |                     |                     |                     |                     |                 |  |
|  |                        |                        |                        |                        |                        |                        |                  |  |  | M Cederschiöld C Kempe  |                         |                         |                         |                         |                         |                       |   |   |                       |                       |                       |                       |                       |                     |                     |   |   |                     |                     |                     |                     |                     |                     |                 |  |
|  | E Arnheim C-O Nylén    | E Arnheim C-O Nylén    | E Arnheim C-O Nylén    | E Arnheim C-O Nylén    | E Arnheim C-O Nylén    | 2                      | 4                |  |  | M Broquedis A Canet     | M Broquedis A Canet     | M Broquedis A Canet     | M Broquedis A Canet     | M Broquedis A Canet     | M Broquedis A Canet     | w/o                   |   |   |                       |                       |                       |                       |                       |                     |                     |   |   |                     |                     |                     |                     |                     |                     |                 |  |
|  | M Broquedis A Canet    | M Broquedis A Canet    | M Broquedis A Canet    | M Broquedis A Canet    | M Broquedis A Canet    | 6                      | 6                |  |  |                         |                         |                         |                         |                         |                         |                       |   |   | M Broquedis A Canet   | M Broquedis A Canet   | M Broquedis A Canet   | M Broquedis A Canet   | M Broquedis A Canet   | 2                   | 3                   |   |   |                     |                     |                     |                     |                     |                     |                 |  |
|  | J von Lobkowitz J Just | J von Lobkowitz J Just | J von Lobkowitz J Just | J von Lobkowitz J Just | J von Lobkowitz J Just | J von Lobkowitz J Just | w/o              |  |  |                         |                         | D Köring H Schomburgk   | D Köring H Schomburgk   | D Köring H Schomburgk   | D Köring H Schomburgk   | D Köring H Schomburgk | 6 | 6 |                       |                       |                       |                       |                       |                     |                     |   |   |                     |                     |                     |                     |                     |                     |                 |  |
|  | J Kubešová             | J Kubešová             | J Kubešová             | J Kubešová             | J Kubešová             | J Kubešová             |                  |  |  | J von Lobkowitz J Just  | J von Lobkowitz J Just  | J von Lobkowitz J Just  | J von Lobkowitz J Just  | J von Lobkowitz J Just  | J von Lobkowitz J Just  |                       |   |   |                       |                       |                       |                       |                       |                     |                     |   |   |                     |                     |                     |                     |                     |                     |                 |  |
|  | V Bjurstedt T Smith    | V Bjurstedt T Smith    | V Bjurstedt T Smith    | V Bjurstedt T Smith    | V Bjurstedt T Smith    | V Bjurstedt T Smith    |                  |  |  | D Köring H Schomburgk   | D Köring H Schomburgk   | D Köring H Schomburgk   | D Köring H Schomburgk   | D Köring H Schomburgk   | D Köring H Schomburgk   | w/o                   |   |   |                       |                       |                       |                       |                       |                     |                     |   |   |                     |                     |                     |                     |                     |                     |                 |  |
|  | D Köring H Schomburgk  | D Köring H Schomburgk  | D Köring H Schomburgk  | D Köring H Schomburgk  | D Köring H Schomburgk  | D Köring H Schomburgk  | w/o              |  |  |                         |                         |                         |                         |                         |                         |                       |   |   | D Köring H Schomburgk | D Köring H Schomburgk | D Köring H Schomburgk | D Köring H Schomburgk | D Köring H Schomburgk | 6                   | 6                   |   |   |                     |                     |                     |                     |                     |                     |                 |  |
|  | S Fick G Setterwall    | S Fick G Setterwall    | S Fick G Setterwall    | S Fick G Setterwall    | S Fick G Setterwall    | S Fick G Setterwall    | w/o              |  |  |                         |                         |                         |                         |                         |                         |                       |   |   |                       |                       | S Fick G Setterwall   | S Fick G Setterwall   | S Fick G Setterwall   | S Fick G Setterwall | S Fick G Setterwall | 4 | 0 |                     |                     |                     |                     |                     |                     |                 |  |
|  | M Šebková J Šebek      | M Šebková J Šebek      | M Šebková J Šebek      | M Šebková J Šebek      | M Šebková J Šebek      | M Šebková J Šebek      |                  |  |  | S Fick G Setterwall     | S Fick G Setterwall     | S Fick G Setterwall     | S Fick G Setterwall     | S Fick G Setterwall     | 8                       | 10                    |   |   |                       |                       |                       |                       |                       |                     |                     |   |   |                     |                     |                     |                     |                     |                     |                 |  |
|  | A Holmström T Grönfors | A Holmström T Grönfors | A Holmström T Grönfors | A Holmström T Grönfors | 6                      | 4                      | 7                |  |  | A Holmström T Grönfors  | A Holmström T Grönfors  | A Holmström T Grönfors  | A Holmström T Grönfors  | A Holmström T Grönfors  | 6                       | 8                     |   |   |                       |                       |                       |                       |                       |                     |                     |   |   |                     |                     |                     |                     |                     |                     |                 |  |
|  | M Bjurstedt C Langaard | M Bjurstedt C Langaard | M Bjurstedt C Langaard | M Bjurstedt C Langaard | 4                      | 6                      | 5                |  |  |                         |                         |                         |                         |                         |                         |                       |   |   | S Fick G Setterwall   | S Fick G Setterwall   | S Fick G Setterwall   | S Fick G Setterwall   | S Fick G Setterwall   | S Fick G Setterwall | w/o                 |   |   | Finale 3º posto     | Finale 3º posto     | Finale 3º posto     | Finale 3º posto     | Finale 3º posto     | Finale 3º posto     | Finale 3º posto |  |
|  |                        |                        |                        |                        |                        |                        |                  |  |  |                         |                         | M Rieck O Kreuzer       |                         |                         |                         |                       |   |   |                       |                       |                       |                       |                       |                     |                     |   |   |                     |                     |                     |                     |                     |                     |                 |  |
|  |                        |                        |                        |                        |                        |                        |                  |  |  | G Kaminski O von Müller | G Kaminski O von Müller | G Kaminski O von Müller | G Kaminski O von Müller | G Kaminski O von Müller | G Kaminski O von Müller |                       |   |   |                       |                       |                       |                       |                       |                     |                     |   |   | M Broquedis A Canet | M Broquedis A Canet | M Broquedis A Canet | M Broquedis A Canet | M Broquedis A Canet | M Broquedis A Canet | w/o             |  |
|  |                        |                        |                        |                        |                        |                        |                  |  |  | M Rieck O Kreuzer       | M Rieck O Kreuzer       | M Rieck O Kreuzer       | M Rieck O Kreuzer       | M Rieck O Kreuzer       | M Rieck O Kreuzer       | w/o                   |   |   | M Rieck O Kreuzer     | M Rieck O Kreuzer     | M Rieck O Kreuzer     | M Rieck O Kreuzer     | M Rieck O Kreuzer     | M Rieck O Kreuzer   |                     |   |   |                     |                     |                     |                     |                     |                     |                 |  |